# Tito Veltri da Viterbo
Tito Veltri (XV secolo – XVI secolo) è stato un vescovo cattolico italiano.

## Biografia
Poco o nulla si sa della sua vita. 
Il 10 novembre 1480 papa Sisto IV lo nominò vescovo di Castro. Mantenne il governo della diocesi fino alla sua rinuncia, nel 1511.
Durante il suo episcopato promosse il rifacimento del tetto della chiesa di San Mamiliano al Ponte di Vulci.

## Successione apostolica
La successione apostolica è:
- Vescovo Simon Dobriolanus (1488)
- Vescovo Balthasar Brennwald, O.P. (1491)
- Vescovo Diego de Saldaña, O. de M. (1493)
- Vescovo Albert Engel, O.F.M. (1493)
- Cardinale Antonio Maria Ciocchi del Monte (1506)